# Emraan Hashmi
Emraan Hashmi (ur. jako Emran Anwar Hashmi 24 marca 1979 w Bombaju) – bollywoodzki aktor, nominowany do nagród za negatywne role w filmach Gangster i Murder. Jego matka była katoliczką, ojciec – muzułmaninem. Sam jest muzułmaninem. Od 2007 roku żonaty z nauczycielką Parveen Sahani. Słynie w Bollywoodzie ze scen z pocałunkami, które są zazwyczaj tabu dla filmów bollywoodzkich.

## Filmografia
| Rok  | Film                                          | Rola            | Uwagi                                                      |
| ---- | --------------------------------------------- | --------------- | ---------------------------------------------------------- |
| 2003 | Footpath                                      | Raghu Srivastav | ulubiona rola Emraana                                      |
| 2004 | Murder                                        | Sunny           | i Mallika Sherawat i Ashmit Patel                          |
| 2004 | Tumsa Nahin Dekha                             | Daksh Mittal    | z Diya Mirza                                               |
| 2005 | Zeher                                         | Siddharth Mehra | i Shamita Shetty i Udita Goswami                           |
| 2005 | Aashiq Banaya Aapne                           | Vikram Mathur   | i Tanushree Dutta i Sonu Sood                              |
| 2005 | Kalyug                                        | Ali             | z Kunal Khemu                                              |
| 2006 | Chocolate: Deep Dark Secrets                  | Deva            | i Tanushree Dutta, Irrfan Khan, Anil Kapoor i Sunil Shetty |
| 2006 | Jawani Diwani: A Youthful Joyride             | Mann Kapoor     | i Celina Jaitley i Hrishita Bhatt                          |
| 2006 | Aksar                                         | Ricky Sharma    | i Dino Morea i Udita Goswami                               |
| 2006 | Gangster                                      | Akash           | i debiutująca Kangana Ranaut i Shiney Ahuja                |
| 2006 | The Killer                                    | Nikhil Joshi    | i Irrfan Khan i Nisha Kothari                              |
| 2006 | Dil Diya Hai                                  | Saheel Khanna   | i Mithun Chakraborty i debiutująca Geeta Basra             |
| 2007 | Good Boy Bad Boy                              | Raju Malhotra   | i Tanushree Dutta i Tusshar Kapoor                         |
| 2007 | The Train: Some Lines Should Never Be Crossed | Vishal Dixit    | i Geeta Basra i Sayali Bhagat                              |
| 2007 | Awarapan                                      | Shivam          | i Shriya Saran i Ashutosh Rana                             |
| 2008 | Raaz 2                                        |                 | i Kangana Ranaut                                           |
| 2008 | W poszukiwaniu raju                           |                 | debiut - Sonal Chauhan                                     |
| 2008 | Anjaam                                        |                 | i Tusshar Kapoor                                           |
| 2008 | Sohrat                                        |                 | i Meera                                                    |